# Comitatul Imperial, California
Comitatul Imperial (engleză Imperial County) este unul intre comitatele americane din California. După recensământul din 2010, populația era de 174 528 de locuitori. Reședința este El Centro. Înființată în 1907 ca o parte a comitatului San Diego, a fost ultimul comitat format în California.
Comitatul Imperial include zona metropolitană El Centro, California. Este, de asemenea, parte a regiunii de graniță a Californiei de Sud, cea mai mică, dar și cea mai diversă din punct de vedere economic din regiune. Este situat în Valea Imperial, în sud-estul Californiei, la granița cu Arizona și statul mexican Baja California.
În 2016, Comitatul Imperial a avut cel mai mare procentaj de șomeri din orice comitat din Statele Unite, la 23,5% 